# Eucalyptus oligantha
Eucalyptus oligantha är en myrtenväxtart som beskrevs av Johannes Conrad Schauer. Eucalyptus oligantha ingår i släktet Eucalyptus och familjen myrtenväxter. Inga underarter finns listade i Catalogue of Life.